# Gösta Thun
Karl Gösta Thun, född 29 mars 1914 i Stavby socken i Uppland, död 20 mars 1993 i Storvreta i Ärentuna församling, var en svensk målarmästare och målare.
Han var son till Karl Thun och hans maka Beda och från 1952 gift med Ulla Österberg. Thun utbildade sig till yrkesmålare och var vid sidan av sitt arbete verksam om autodidakt konstnär. Han medverkade i ett flertal samlingsutställningar i Uppsala och i Nationalmuseums utställning Unga tecknare samt utställningar arrangerade av Uplands konstförening.  